# Wuhe Xiang (socken i Kina)
Wuhe Xiang (kinesiska: 五合, 五合乡) är en socken i Kina. Den ligger i provinsen Yunnan, i den sydvästra delen av landet, omkring 410 kilometer väster om provinshuvudstaden Kunming. Antalet invånare är 32 858. Befolkningen består av 15 478 kvinnor och 17 380 män. Barn under 15 år utgör 22,0 %, vuxna 15-64 år 68 %, och äldre över 65 år 8,0 %.
Genomsnittlig årsnederbörd är 1 368 millimeter. Den regnigaste månaden är juli, med i genomsnitt 357 mm nederbörd, och den torraste är januari, med 8 mm nederbörd.